# 1895 год в театре
1895 год в театре

## Персоналии

### Родились
- Зинаида Сергеевна Соколова, актриса и режиссёр, заслуженная артистка РСФСР.
- 21 февраля — Алексей Васильевич Жильцов, актёр, театральный режиссёр, народный артист СССР (1968).
- 18 апреля — Мария Лазар, народная артистка Венгрии.
- 19 апреля –  Мануэль Домингес Бенавидес, испанский драматург.
- 20 апреля – Гурбахш Сингх, пенджабский драматург.
- 30 июня — Алли-Вад, цирковой иллюзионист и манипулятор, бывший драматический актёр, игравший в театрах Саратова, Нижнего Новгорода и Москвы.
- 23 июня – Алекса́ндр Юра́-Ю́рский, украинский советский актёр. Народный артист Украинской ССР (1947) и Узбекской ССР (1944).
- 30 июня — Борис Ромашов, драматург и критик.
- 3 июля — Марк Рейзен, советский оперный певец (бас), солист Большого театра, народный артист СССР, кавалер двух солдатских Георгиевских крестов. Самый пожилой оперный певец, выступавший на сцене: в день своего 90-летия исполнил сольную партию князя Гремина в опере Чайковского «Евгений Онегин».
- 5 июля — Владимир Дорофеев, актёр театра и кино, заслуженный артист РСФСР.
- 18 июля — Ольга Спесивцева, русская балерина.
- 8 августа — Леонид Фёдорович Мясин, танцовщик, балетмейстер.
- 15 октября — Давид Ясонович Андгуладзе, оперный певец (драматический тенор), народный артист СССР (1950).
- 14 декабря — Мириам Бернштейн-Коган, актриса, зачинательница современного театра в Палестине.
- 25 декабря — Ситдик Ханифеевич Айдаров, татарский советский актёр, оперный певец.

### Скончались
- Анна Агафоновна Вышеславцева, русская театральная актриса.
- в 1895 году в Брюнуа, под Парижем умер Туссен Эжен Эрнест Моккер, французский оперный певец и вокальный педагог.
- в апреле 1895 года в Одессе умер Фридрих Альберт Цорн — немецкий и российский хореограф, танцор, педагог и теоретик танца, автор «Грамматики танцевального искусства».